# Macromia indica
Macromia indica är en trollsländeart som beskrevs av Fraser 1924. Macromia indica ingår i släktet Macromia och familjen skimmertrollsländor. IUCN kategoriserar arten globalt som otillräckligt studerad. Inga underarter finns listade i Catalogue of Life.